# Marneuli
Marneuli (georgiska: მარნეული), tidigare Bortjalo (ბორჩალო), är en stad i Georgien, i regionen Nedre Kartlien i den sydöstra delen av landet, 24 km söder om huvudstaden Tbilisi. Den är administrativt centrum för distriktet Marneuli, som gränsar till Armenien och Azerbajdzjan. Marneuli ligger 408 meter över havet och antalet invånare är 20 211.
Staden är främst befolkad av etniska Azerer (83,1%). Marneuli är hemstad till en av Kaukasus viktigaste Mutjahider och ett nytt universitet där lärarna utbildas för Georgiens 124 Azerbajdzjanska skolor.